# فيليب بالمر غرين
فيليب بالمر غرين (بالإنجليزية: Philip Palmer Green)‏ هو معلوماني حيوي ‏ وعالم وراثة ورياضياتي وأحيائي أمريكي، ولد في 5 يوليو 1950.